# Psammochela chaliniformis
Psammochela chaliniformis är en svampdjursart som först beskrevs av Carter 1885.  Psammochela chaliniformis ingår i släktet Psammochela och familjen Myxillidae.
Artens utbredningsområde är Sydaustralien. Inga underarter finns listade i Catalogue of Life.